# Weinwanderweg (Nordbünden)

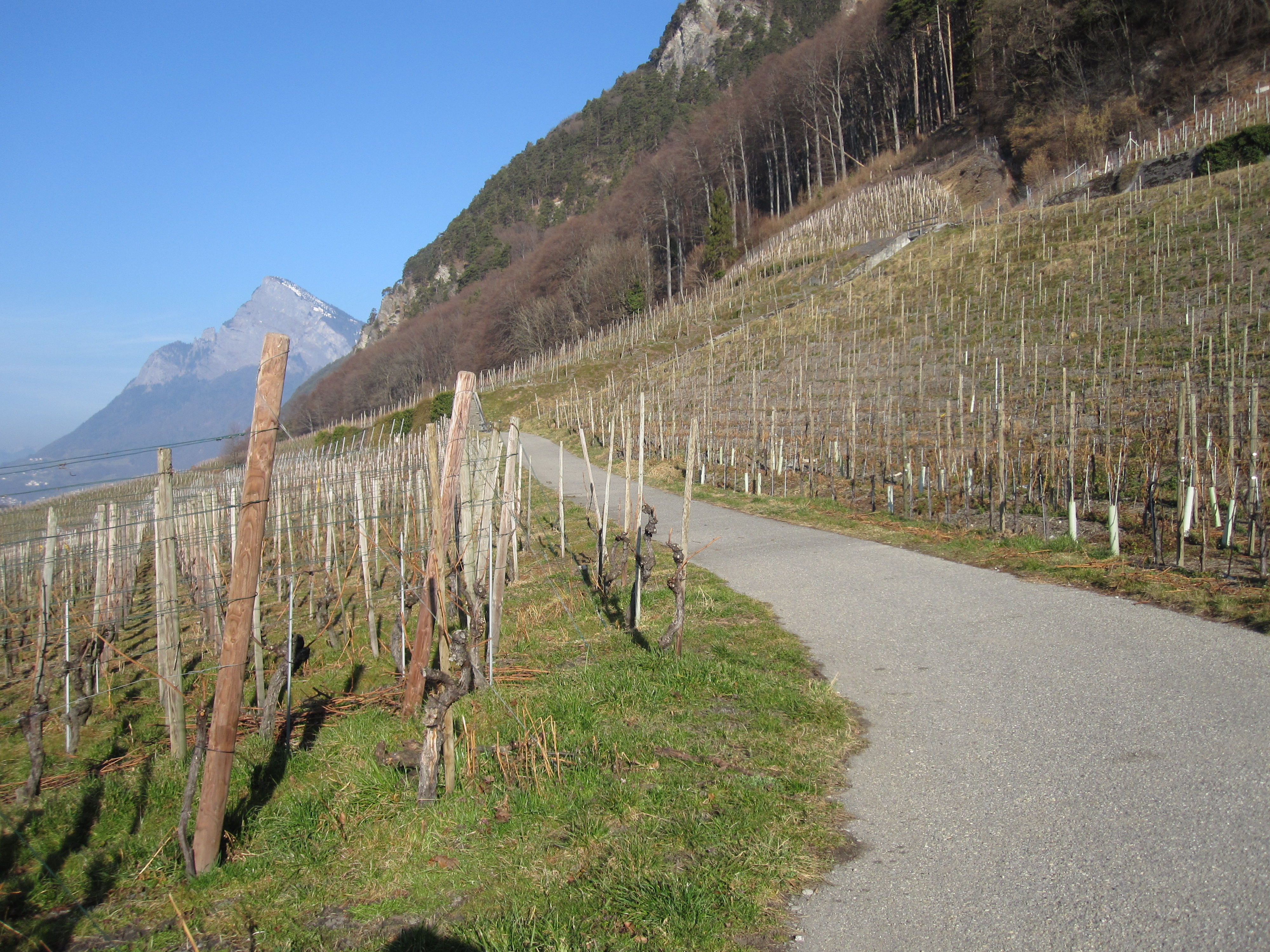
Weinwanderweg bei Fläsch

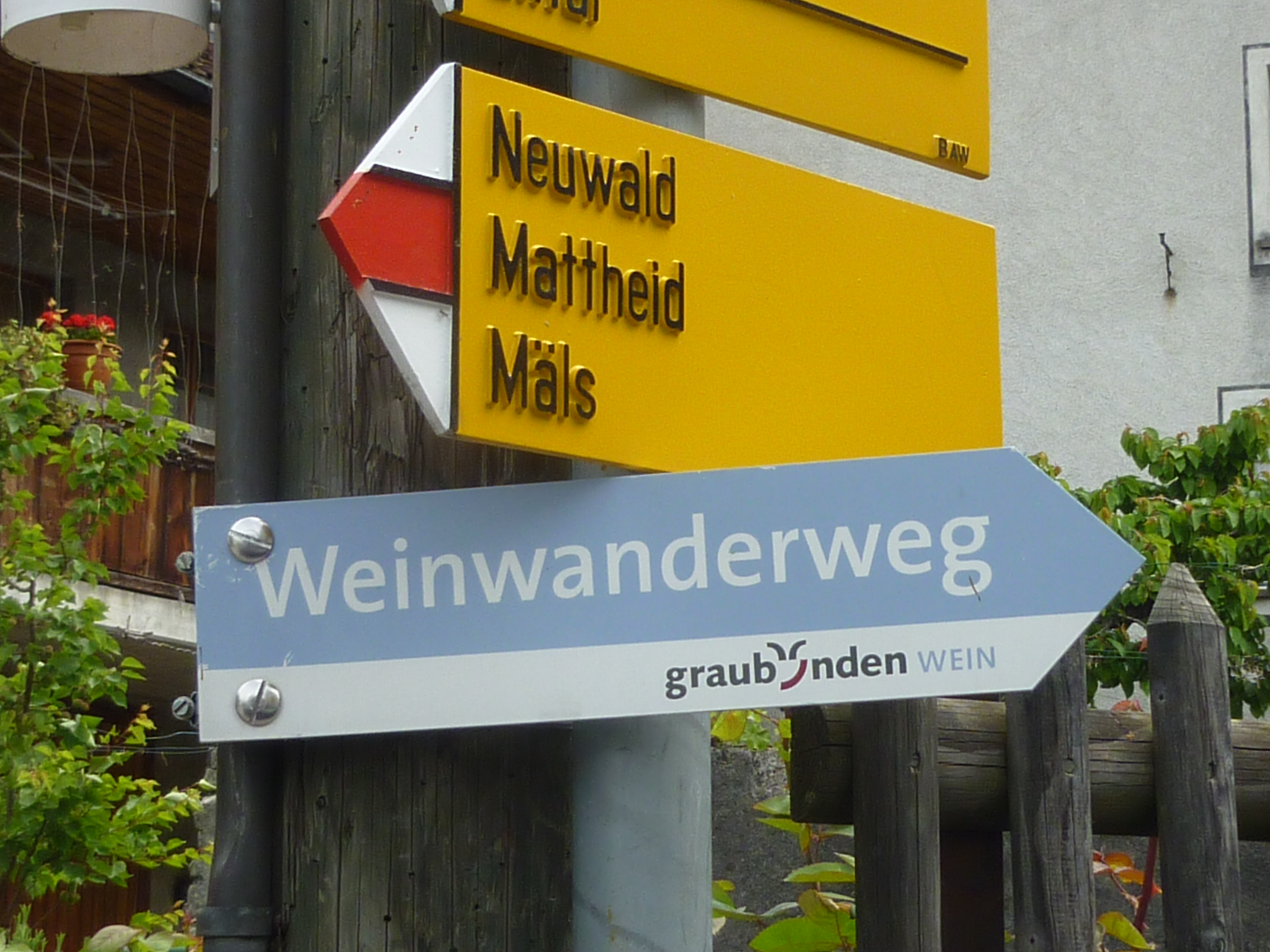
Wegweiser in Fläsch

Der Weinwanderweg in Nordbünden in den historischen Bündner Regionen Bündner Herrschaft und Fünf Dörfer ist ein Wanderweg, der von der Kantonshauptstadt Chur, wo sich das städtische Weinbaumuseum befindet, bis nach Fläsch im äussersten Nordwesten des Kantons führt. Er ist an mehreren Stellen als Rundwanderweg konzipiert.
Der Wanderweg wird von der Bündner Arbeitsgemeinschaft für Wanderwege (BAW) gepflegt; in Abstimmung mit den örtlichen Tourismusvereinen, die Weindegustationen anbieten. Er hat einen leichten Schwierigkeitsgrad und kann in ein bis zwei Tagestouren bewältigt werden.
Das Schweizer Weinbaugebiet Bündner Herrschaft umfasst die Gemeinden Fläsch, Maienfeld, Jenins und Malans. Innerhalb dieses kleinen Gebiets wird vor allem Pinot Noir angebaut; daneben existieren auch Chardonnay und Müller-Thurgau.